# 新阿斯特拉罕斯凱
49°7′23″N 38°44′30″E / 49.12306°N 38.74167°E
新斯洛比茨凯（羅馬化：Novoslobidske），2024年9月前名为新阿斯特拉罕斯凱（烏克蘭語：Новоастраханське），是位於烏克蘭東部的村莊，由盧甘斯克州舊比利斯克區的舒利亨卡市鎮負責管轄，目前由俄羅斯軍事佔領。該村始建於1965年，面積0.16平方公里，海拔高度103米，2001年人口13，人口密度每平方公里80.8人。
2024年9月19日，乌克兰最高拉达将此村名字改为新斯洛比茨凯。